# Bruno Maria Apollonj Ghetti
Bruno Maria Apollonj Ghetti (Roma, 7 ottobre 1905 – Roma, 27 maggio 1989) è stato un architetto e archeologo italiano.

## Biografia

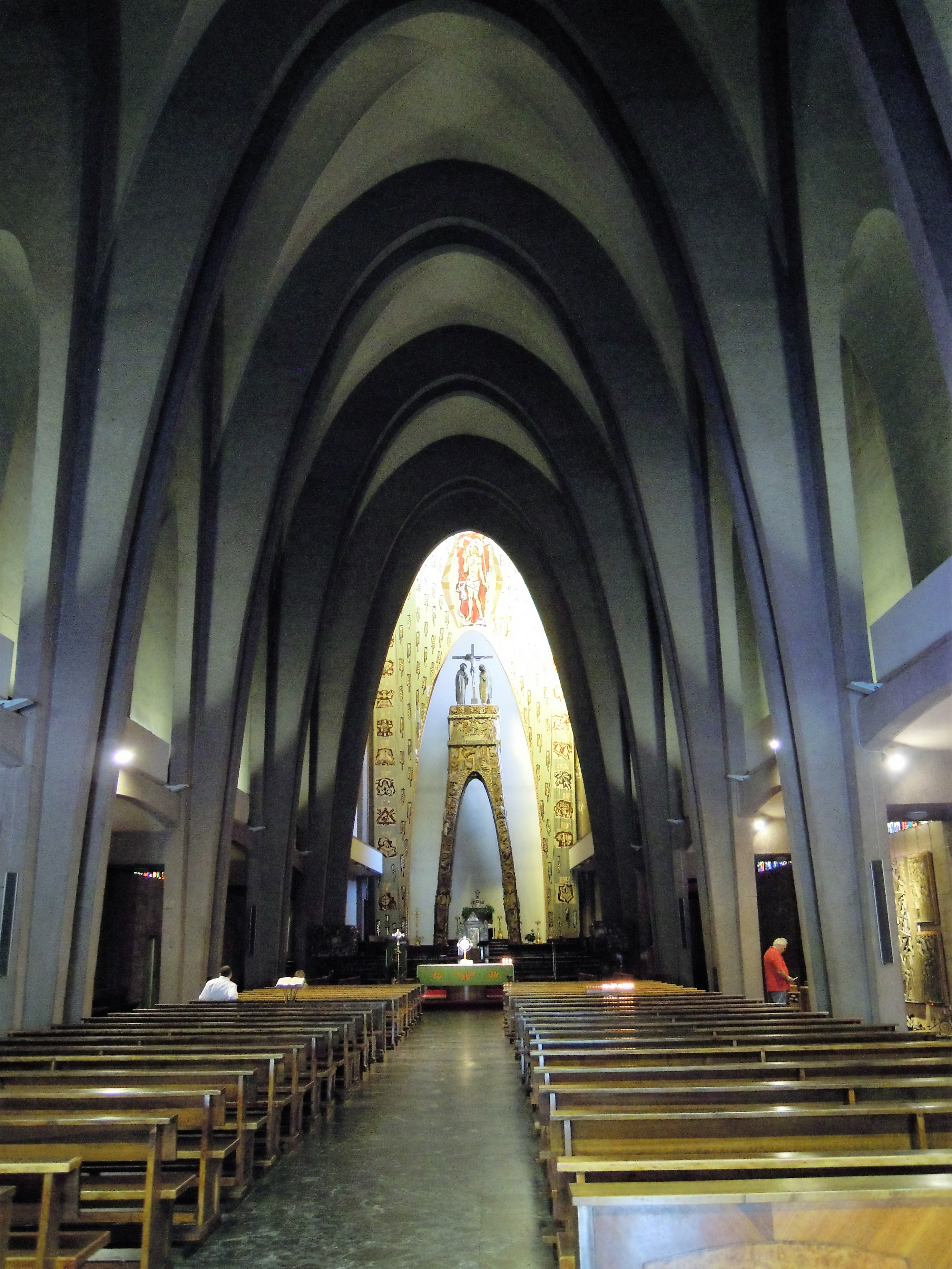
Interno della chiesa

Nel 1949 condusse gli scavi della catacomba di San Valentino che stabilirono l'esatta collocazione della tomba del santo su cui papa Giulio I (336-352) aveva fatto costruire una prima basilica.
Negli anni cinquanta del Novecento progettò la chiesa di Nostra Signora del Santissimo Sacramento e dei Santi Martiri Canadesi nel quartiere Nomentano, a Roma.
Il suo nome rimane legato agli scavi della necropoli vaticana, ubicata al di sotto della basilica di San Pietro, effettuati negli anni compresi tra il 1939 e il 1949, insieme al professor Enrico Josi, ai gesuiti Antonio Ferrua ed Engelbert Kirschbaum, sotto la direzione di monsignor Ludwig Kaas. Tali scavi permisero di individuare la tomba di Pietro.
Tra il 1972 e il 1975 diresse i lavori di restauro della chiesa quattrocentesca di Santa Maria in Camposanto, annessa al cimitero Teutonico in Vaticano.
È stato professore ordinario presso l'Università di Bari, nonché direttore di Istituto. È stato insignito della cittadinanza onoraria di Bari.
È stato membro dell'Accademia di San Luca a cui gli eredi hanno donato il suo archivio, ora conservato nella sezione dedicata agli archivi di architettura contemporanea.

## Archivio
L'archivio dell'architetto Apollonj Ghetti contiene documentazione relativa alla sua attività dal 1930 al 1980:  rotoli con elaborati grafici relativi a progetti e studi; la restante documentazione è costituita da corrispondenza, relazioni, studi, bozze di opere, documenti personali e materiale accademico, fotografie. Dichiarato di notevole interesse storico dalla Soprintendenza Archivistica per il Lazio il 20 luglio 2001, è stato donato nello stesso anno dagli eredi dell'architetto all'Accademia nazionale di San Luca, dove è conservato nella sezione dedicata agli archivi di architettura contemporanea. 

## Opere
- B. M. Apollonj Ghetti, A. Ferrua, E. Josi, E. Kirscbaum, Esplorazioni sotto la Confessione di san Pietro in Vaticano eseguite negli anni 1940-1949, 2 volumi, Città del Vaticano, Tipografia Poliglotta Vaticana, 1951.
- Bruno Maria Apollonj Ghetti, Santa Pressede, Roma, 1961